# Lasianthus wallacei
Lasianthus wallacei là một loài thực vật có hoa trong họ Thiến thảo. Loài này được E.A.Bruce mô tả khoa học đầu tiên năm 1936.